# Тумабулацький сільський округ
Тумабула́цький сільський округ (каз. Тұмабұлақ ауылдық округі, рос. Тумабулакский сельский округ) — адміністративна одиниця у складі Айтекебійського району Актюбінської області Казахстану. Адміністративний центр — село Тумабулак.
Населення — 718 осіб (2021; 1400 у 2009, 2010 у 1999, 2534 у 1989).

## Історія
Станом на 1989 рік існувала Баскудуцька сільська рада (села Баскудук, Сарибулак, Тимабулак) Комсомольського району. Село Баскудик було ліквідовано згідно з рішенням Актюбінського обласного масліхату від 18 червня 2008 року № 212 та постановою Актюбінського обласного акімату від 18 червня 2008 року № 94. 2020 року Баскудуцький сільський округ отримав сучасну назву.

## Склад
До складу округу входять такі населені пункти:
| Населений пункт | Колишні назви | Населення, осіб (1989) | Населення, осіб (1999) | Населення, осіб (2009) | Населення, осіб (2021) |
| --------------- | ------------- | ---------------------- | ---------------------- | ---------------------- | ---------------------- |
| Баскудик, село  | Баскудук      | 476                    | 0                      | -                      | -                      |
| Тумабулак, село | Тимабулак     | 1487                   | 1764                   | 1168                   | 572                    |
| Сарбулак, село  | Сарибулак     | 571                    | 336                    | 232                    | 146                    |